# E-Boks Open 2012
E-Boks Open 2012 - жіночий тенісний турнір, що проходив на закритих кортах з твердим покриттям. Це був 3-й за ліком і останній e-Boks Danish Open. Належав до категорії international у рамках Туру WTA 2012. Відбувся у Farum (Данія). Тривав з 9 до 15 квітня 2012 року.

## Учасниці основної сітки в одиночному розряді

### Сіяні учасниці
| Країна    | Гравчиня         | Рейтинг* | Сіяна |
| --------- | ---------------- | -------- | ----- |
| Данія     | Каролін Возняцкі | 6        | 1     |
| Німеччина | Анджелік Кербер  | 16       | 2     |
| Сербія    | Єлена Янкович    | 17       | 3     |
| Румунія   | Моніка Нікулеску | 29       | 4     |
| Естонія   | Кая Канепі       | 34       | 5     |
| Німеччина | Мона Бартель     | 36       | 6     |
| Казахстан | Ксенія Первак    | 38       | 7     |
| Швеція    | Софія Арвідссон  | 55       | 8     |

- 1 Рейтинг подано станом на 2 квітня 2012

### Інші учасниці
Нижче наведено учасниць, які отримали вайлд-кард на участь в основній сітці:
- Карен Барбат
- Малу Ейдесгаард
- Юлія Путінцева

Нижче наведено гравчинь, які пробились в основну сітку через стадію кваліфікації:
- Анніка Бек
- Анна Чакветадзе
- Мелінда Цінк
- Джоанна Конта

### Відмовились від участі
- Менді Мінелла (травма спини)
- Галина Воскобоєва

### Знялись
- Ксенія Первак (гастрит)

## Учасниці основної сітки в парному розряді

### Сіяні пари
| Країна    | Гравчиня             | Країна   | Гравчиня                 | Рейтинг1 | Сіяна |
| --------- | -------------------- | -------- | ------------------------ | -------- | ----- |
| Німеччина | Анна-Лена Гренефельд | Хорватія | Петра Мартич             | 109      | 1     |
| Австралія | Анастасія Родіонова  | Росія    | Родіонова Аріна Іванівна | 119      | 2     |
| Японія    | Кіміко Дате          | Японія   | Фудзівара Ріка           | 120      | 3     |
| Німеччина | Крістіна Барруа      | Італія   | Альберта Бріанті         | 126      | 4     |

- 1 Рейтинг подано станом на 2 квітня 2012

### Інші учасниці
Нижче наведено пари, які отримали вайлдкард на участь в основній сітці:
- Карен Барбат /  Май Граге
- Малу Ейдесгаард /  Каролін Возняцкі

Наведені нижче пари отримали місце як заміна:
- Марія Абрамович /  Даніелла Джефлі

### Відмовились від участі
- Крістіна Младенович (травма правого гомілковостопного суглоба)

## Переможниці та фіналістки

### Одиночний розряд
- Анджелік Кербер —  Каролін Возняцкі, 6–4, 6–4
- Для Кербер це був 2-й титул за кар'єру.

### Парний розряд
- Кіміко Дате /  Фудзівара Ріка —  Софія Арвідссон /  Кая Канепі, 6–2, 4–6, [10–5]